# Long Fliv the King
Long Fliv the King é um filme mudo do gênero comédia produzido nos Estados Unidos e lançado em 1926.